# Городская территория

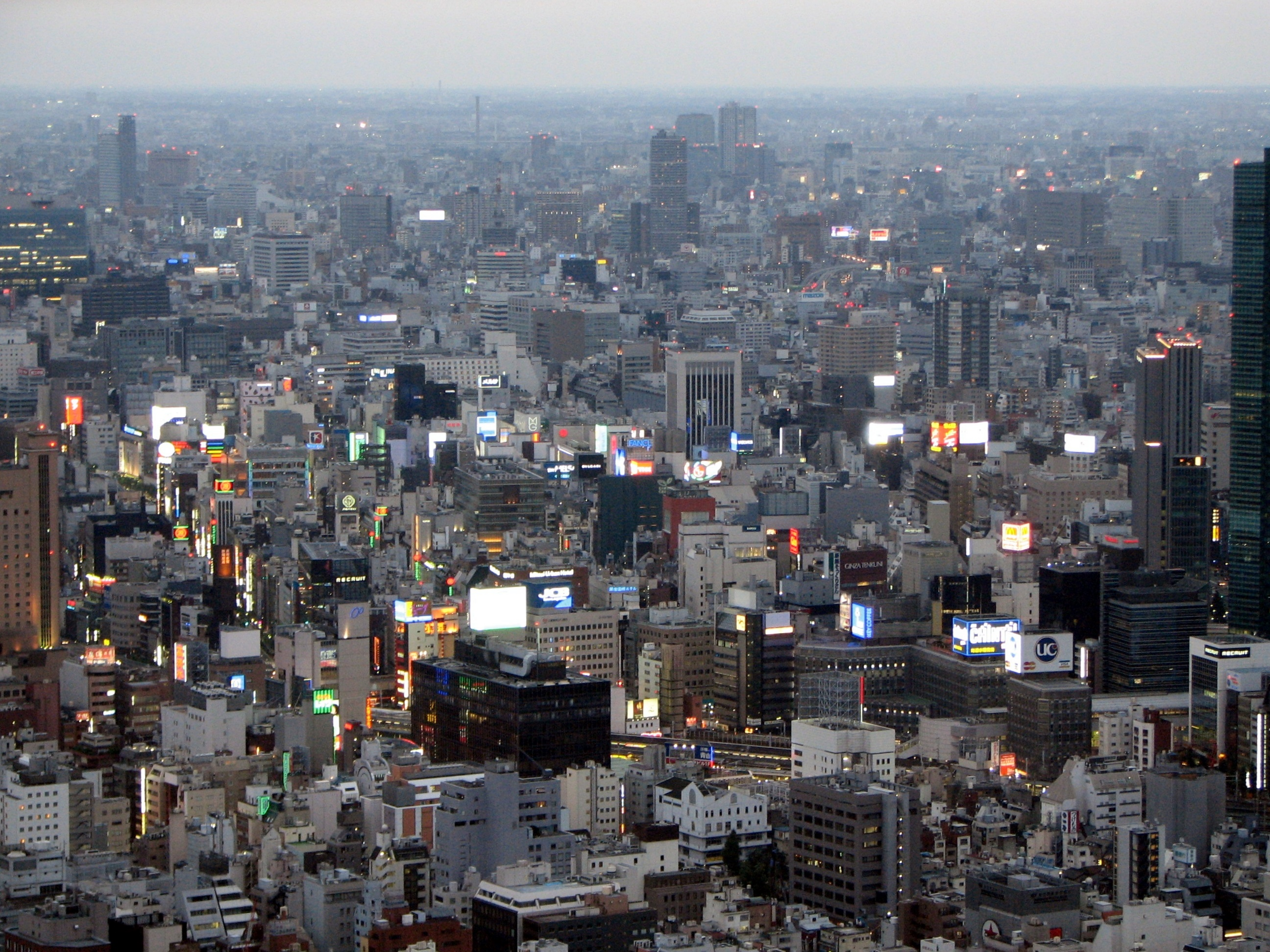
Большой Токио является городской территорией, городской агломерацией и региональной агломерацией с самым большим населением в мире, с населением по состоянию на 2016 год в 38 140 000 человек

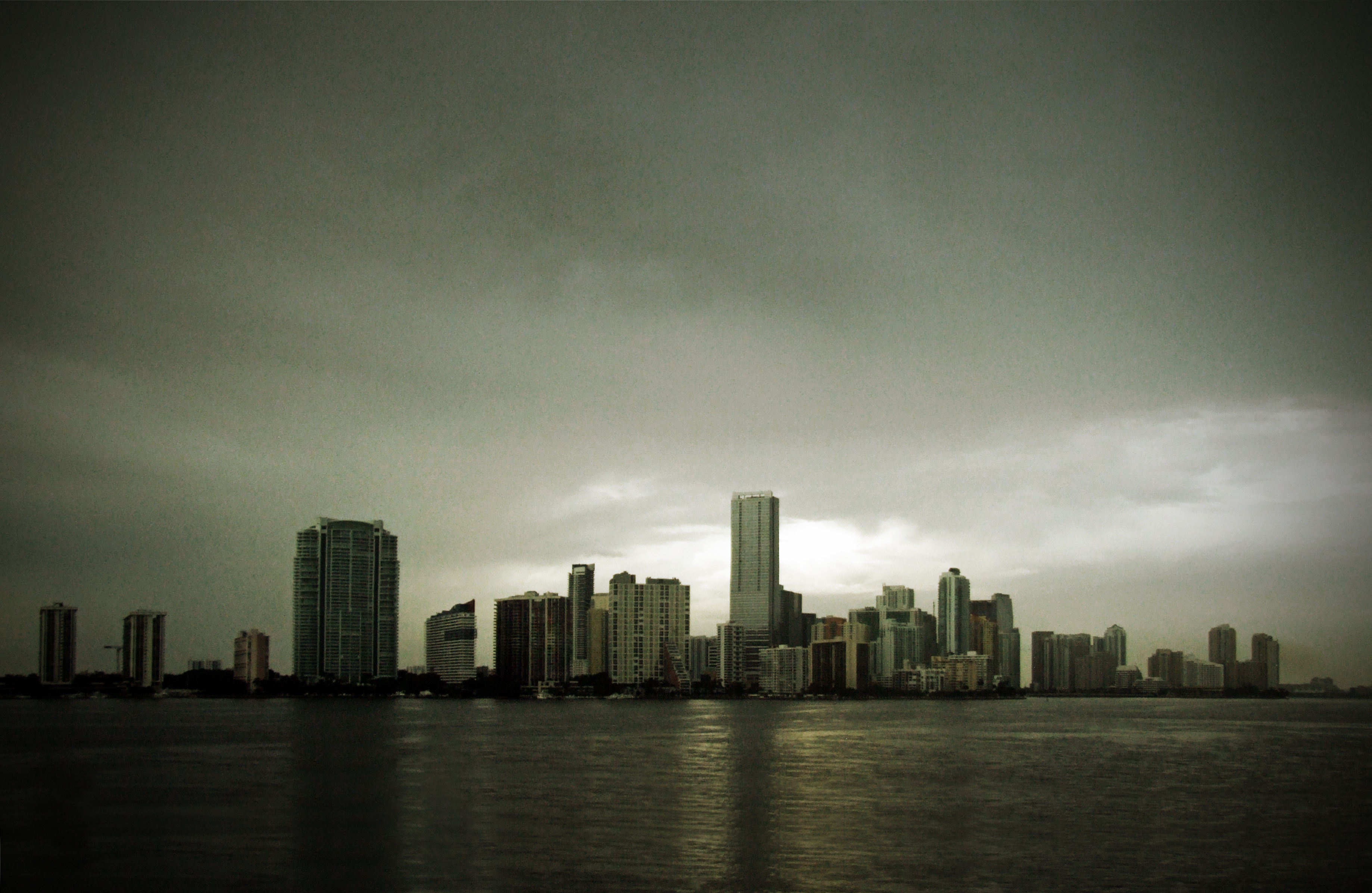
Городской пейзаж/Городская территория

Городская территория — территория с увеличенной плотностью построек, созданных человеком в сравнении с территориями вокруг неё. 
Городскими территориями могут быть города либо агломерации, но обычно это понятие не распространяется на деревенские или сельские поселения, такие как деревни либо хутора. Городские территории создаются и развиваются благодаря процессу урбанизации. Измерение величины городской территории позволяет анализировать плотность населения и процесс разрастания городов, а также определение городских и сельских поселений.
В отличие от городской территории, территория агломерации включает в себя не только городскую территорию, но также города-спутники и промежуточные деревенские территории, которые являются социально-экономически связанными с городским ядром. Обычно эта связь выражается в трудоустройстве в центральном городе, который является первичным рынком труда. Известно, что городские территории увеличиваются в зависимости от увеличения численности населения и экономической активности главного города.
Территории агломерации обычно определяются через границы мельчайших единиц АТД либо их объединения. Мельчайшие единицы АТД обычно являются стабильными политическими территориями. Экономисты отдают предпочтение работе с экономическими и социальными сведениями, собранными на городских территориях. Для них наиболее точным статистическим параметром будет повышенная плотность населения и уменьшение её удельной площади на душу населения.

## Определение
Определение городской территории различается у разных народов. Но обычно наименьшая допустимая плотность населения составляет 400 человек на квадратный километр. В европейских странах городские территории определяются на основании признака городского использования территории при расстоянии между объектами застройки не больше 200 метров. Учёные используют спутниковые снимки вместо сведений переписи для определения границ городской территории. В менее развитых странах в дополнение к требованиям использования территории и плотности населения иногда добавляется требование — 75 % населения не задействованы в сельском хозяйстве и/или рыбной ловле.